# Трестиоара (Горж)
Трестиоара (рум. Trestioara) насеље је у Румунији у округу Горж у општини Драготешти. Oпштина се налази на надморској висини од 214 m.

## Становништво
Према подацима из 2002. године у насељу је живело 571 становника, од којих су сви румунске националности.